# Conioscinella humeralis
Conioscinella humeralis är en tvåvingeart som först beskrevs av Becker 1911.  Conioscinella humeralis ingår i släktet Conioscinella och familjen fritflugor.
Artens utbredningsområde är Sri Lanka. Inga underarter finns listade i Catalogue of Life.